# Association mondiale des olympiens

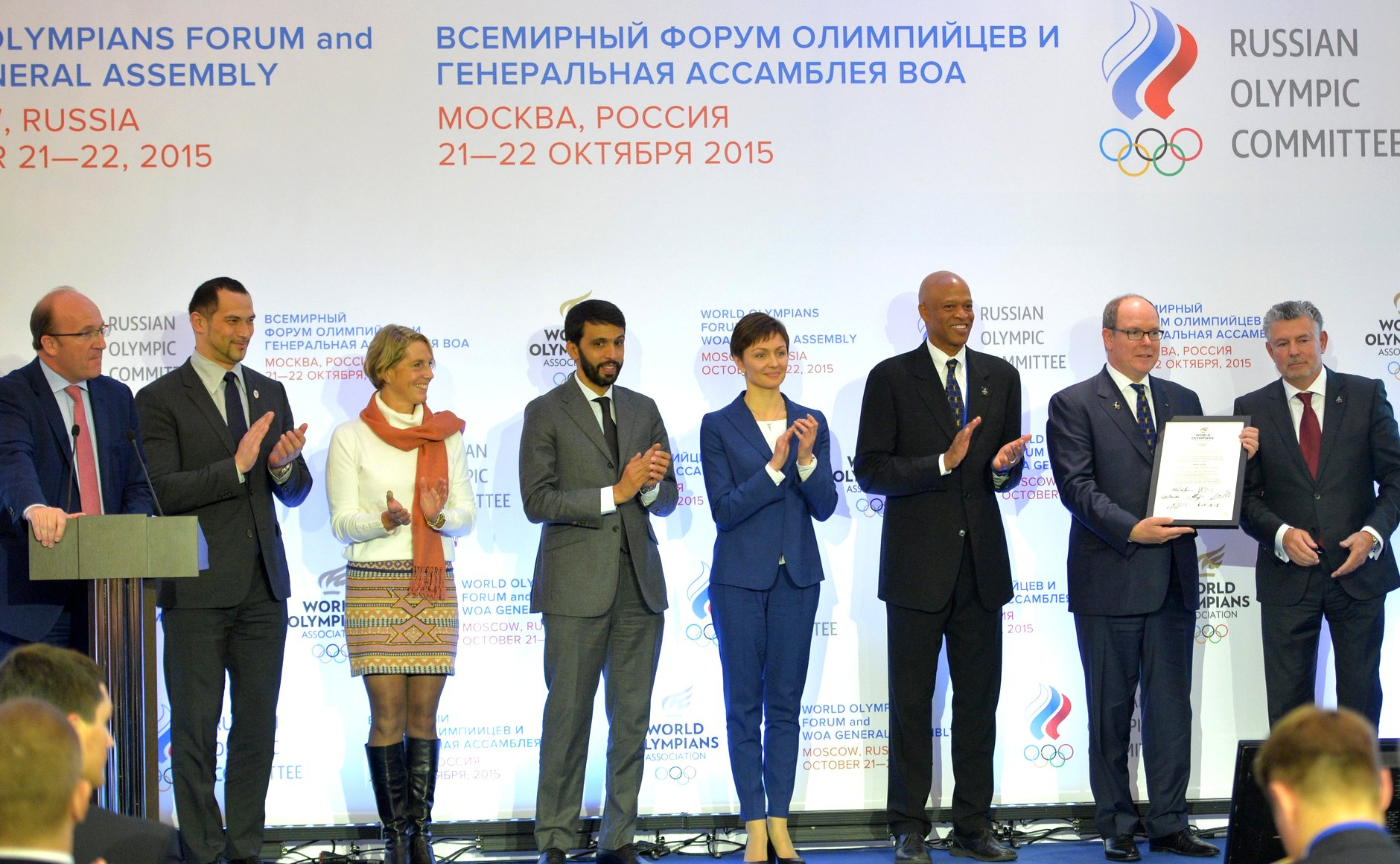
First World Olympians Forum, which is being held by the World Olympians Association in Moscow in 2015.

L'Association mondiale des olympiens (en anglais : World Olympians Association)(WAO) est une organisation indépendante qui représente les olympiens et compte environ 100 000 olympiens répartis dans le monde. Son siège est basé à Lausanne, capitale olympique et siège du siège du Comité international olympique (CIO).
Samaranch, président du CIO, prit l'initiative de sa création à l'issue du Congrès olympique du Centenaire qui s'est tenu à Paris en 1994. La création de l'Association mondiale des olympiens est ratifiée lors de la 105e session du CIO aux Jeux olympiques d'Atlanta en 1996.
L'association mondiale aide les associations nationales pour qu'elles aident à leur tour les olympiens affiliés à promouvoir l'esprit de l'Olympisme dans leur pays. Elle dispose d'un fonds pour le développement pour qu'elles puissent conduire leurs programmes et un fonds de subventions pour des projets à plus long terme dont bénéficient leurs communautés.
Elle accorde un certain nombre d'avantages pour les olympiens : bourses en ligne universitaires, mentorat, stages professionnels et conseils de vie pour aider les athlètes dans leur transition extra sportive après leur retraite sportive.

## Associations nationales membres
Il y a 142 associations nationales d'olympiens (ANO) réparties sur les cinq continents. Ces associations organisent des événements pour les olympiens et des projets qui aident leurs communautés.
| Afrique | Amériques | Asie | Europe | Océanie                                         |
| --- | --- | --- | --- | ----------------------------------------------- |
| - Algérie - Angola - Afrique du Sud - Bénin - Burkina Faso - Burundi - Cameroun - Comores - République du Congo - République démocratique du Congo - Côte d'Ivoire - Djibouti - Gabon - Gambie - Ghana - Guinée - Guinée-Bissau - Guinée équatoriale - Kenya - Liberia - Libye - Madagascar - Malawi - Mali - Mauritanie - Maurice - Namibie - Niger - Nigeria - Ouganda - République centrafricaine - Rwanda - Sénégal - Seychelles - Sierra Leone - Somalie - Tchad - Venezuela - Viêt Nam - Tanzanie - Togo - Tunisie - Zambie - Zimbabwe | - Antigua-et-Barbuda - Argentine - Aruba - Antilles néerlandaises - Bahamas - Barbade - Belize - Bermudes - Bolivie - Brésil - Canada - Chili - Colombie - Costa Rica - Dominique - République dominicaine - Salvador - Grenade - Guatemala - Guyana - Haïti - Honduras - Jamaïque - Mexique - Nicaragua - Panama - Paraguay - Pérou - Porto Rico - Saint-Christophe-et-Niévès - Sainte-Lucie - Saint-Vincent-et-les-Grenadines - Suriname - Trinité-et-Tobago - États-Unis - Uruguay | - Cambodge - Corée du Sud - Inde - Indonésie - Iran - Japon - Jordanie - Kazakhstan - Kirghizistan - Malaisie - Mongolie - Népal - Ouzbékistan - Philippines - Singapour - Sri Lanka - Taipei chinois - Tadjikistan - Thaïlande - Turkménistan | - Andorre - Arménie - Allemagne - Biélorussie - Belgique - Bulgarie - Croatie - Chypre - Danemark - Estonie - Espagne - Finlande - France - Géorgie - Grèce - Grande-Bretagne - Hongrie - Islande - Irlande - Israël - Italie - Lettonie - Liechtenstein - Lituanie - Luxembourg - Moldavie - Monaco - Norvège - Pays-Bas - Pologne - Portugal - République tchèque - Russie - Slovaquie - Slovénie - Suède - Suisse - Serbie - Turquie - Ukraine | - Australie - Fidji - Nouvelle-Zélande - Palaos |

## Organisation
Le président du CIO devient président d'honneur de la WOA.
En 2001, Antonio Samaranch devient membre bienfaiteur de la WOA
En 2012, le Prince Albert II de Monaco succède comme membre bienfaiteur de la WOA
| Période | Période | Identité         | Nationalité | Sport           |
| ------- | ------- | ---------------- | ----------- | --------------- |
| 1995    | 1999    | Peter Montgomery | Australie   | Water-polo      |
| 1999    | 2007    | Pal Schmitt      | Hongrie     | Escrime         |
| 2007    | 2011    | Dick Fosbury     | États-Unis  | Saut en hauteur |
| 2011    | -       | Joël Bouzou      | France      | Pentathlon      |